# Kedungsumur (Krembung)
Kedungsumur is een bestuurslaag in het regentschap Sidoarjo van de provincie Oost-Java, Indonesië. Kedungsumur telt 2889 inwoners (volkstelling 2010).